# 熊一瀟
熊一瀟（？—？），字漢若，號蔚懷，江西南昌人，清朝政治人物，同進士出身。

## 生平
康熙三年（1664年）登甲辰科同進士。選翰林院庶吉士，散館改浙江道監察御史。官至工部尚書。著有《浦雲堂詩集》等。

## 家庭
妻魏氏
- 子熊大彬
  - 孫熊學鵬，字雲亭，號廉村，官至廣東巡撫[2]。

妻李氏，兵部侍郎李元鼎之女，禮部尚書李振裕之妹。
- 熊本，翰林院編修。